# Pneumida argentella
Pneumida argentella är en skalbaggsart som beskrevs av Holzschuh 1995. Pneumida argentella ingår i släktet Pneumida och familjen långhorningar. Inga underarter finns listade i Catalogue of Life.